# Problème du mal
En philosophie, plus spécifiquement en théologie, le problème du mal est la question de savoir s'il est possible de concilier l'existence du mal avec celle d'un Dieu omniscient, omnipotent et bon. Selon ses formulations, il se confond ou non avec le paradoxe d'Épicure.

## Présentation du problème
Il s'agit d'un dilemme théorique avec des implications pratiques, ou plutôt d'un trilemme problématique, qui se fonde sur l'impossibilité prima facie de tenir pour vraies les trois propositions suivantes de manière simultanée : (1) le mal existe ; (2) une divinité capable d'empêcher le mal existe ; et (3) une divinité qui souhaite empêcher le mal existe. Il semble en effet possible d'en admettre deux, mais seulement à la condition d'abandonner la troisième.
Le problème du mal se pose à la fois pour le mal dit naturel et le mal dit moral, bien que de manière différente. L'existence du mal physique renvoie alors à la souffrance et aux maux qui ne sont pas du ressort des agents moraux, comme les catastrophes naturelles, les maladies ou la prédation, tandis que le mal moral renvoie aux maux qui impliquent l'action d'agents moraux, comme la perversité, la cruauté ou le conflit. Le problème du mal moral rejoint alors le problème de la responsabilité du mal, comme dans le problème de la responsabilité du péché dans certaines religions, ou la reponsabilité de la possibilité du mal.
On distingue généralement deux formes du problème du mal : le problème logique et le problème probant.
Le problème logique ou a priori cherche à démontrer qu'il est logiquement impossible que Dieu et le mal coexistent. Ce problème se pose dans la mesure où les croyances théistes maintiennent généralement la coexistence de croyances qui forment le trilemme : notamment, que Dieu existe, que Dieu est omniscient, que Dieu est omnipotent, que Dieu est bon, et que le mal existe. Pour les partisans du problème logique, les quatre premières prémisses, qui reflètent une conception théiste de la divinité, sont incompatibles avec la cinquième, soit l'existence du mal.
Le problème probant ou a posteriori considère que, bien que Dieu et le mal puissent logiquement coexister, l'apparente contradiction constitue un argument en défaveur du théisme, autrement dit, que l'existence du mal a une incidence négative sur les raisons de croire en l'existence d'une telle divinité, de comprendre son plan pour l'univers, ou de lui vouer un culte.

## Tentatives de résolution
Le problème du mal peut être résolu en abandonnant l'une des trois propositions du trilemme : la bonté divine, la toute-puissance divine, ou la réalité du mal.
Certaines réponses philosophiques et théologiques tentent ainsi de défendre la permission temporaire du mal, l'altérité des valeurs divines, ou l'indifférence divine, ce qui remet en cause l'idée de bonté (déismes). D'autres réponses présentent la conception d'une divinité évoluant en continuité avec l'univers, sans pouvoir absolu, ce qui remet en cause l'idée de toute-puissance (théologies processuelles). Enfin, d'autres réponses tentent de montrer que les maux apparents seraient strictement nécessaires à l'existence d'un bien supérieur, ce qui remet en cause l'existence du mal, son caractère véritablement mauvais ou indésirable (théodicées).
Enfin, le problème ne se pose plus dans le cas où un tel Dieu n'existe pas (athéismes), ou encore s'il est impossible de comprendre la nature de Dieu, de ses intentions et d'avoir des certitudes les concernant (agnosticismes, mysticismes).
Les sections qui suivent détaillent ces différents types de réponse au problème du mal.

### Inexistence du mal
La théorie des mondes possibles de Gottfried Wilhelm Leibniz a souvent été simplifiée comme une tentative de montrer que nous vivons dans le meilleur des mondes possibles (dans lequel il n'y aurait aucun mal), comme cela est caricaturé dans le roman comique de Voltaire, Candide ou l'Optimisme.
Leibniz reconnaît que le problème du mal se pose dans le cas du mal moral comme du mal physique. Il cherche à répondre au problème du mal en montrant que ce que nous percevons comme le mal physique et la possibilité du mal moral ne sont en réalité pas des maux du point de vue de Dieu, en montrant que si ce dernier existe, il a nécessairement créé le meilleur des mondes possibles. L'existence de Dieu et ses attributs de toute-puissance et de bienveillance sont pris comme des présupposés qu'il faut justifier par ailleurs.
Leibniz pose les bases d'un enchaînement logique des événements, déterminant pour Dieu les mondes qui sont possibles et ceux qui ne le sont pas. Parmi tous les enchaînements possibles, un Dieu créateur, omnipotent et omniscient devrait alors nécessairement choisir le meilleur. Leibniz démontre aussi pourquoi le meilleur des mondes possibles doit être unique.
L'argumentation de Leibniz peut être résumée de la manière suivante. D'abord, il définit Dieu comme un être omnipotent, omniscient, bon et créateur libre du monde. Ensuite, il établit que les choses auraient pu être autrement ; autrement dit, il y a d'autres mondes possibles. Ainsi, Leibniz propose d'imaginer que ce monde ne soit pas le meilleur de tous les mondes possibles (autrement dit, le monde pourrait être meilleur). Si ce monde n'est pas le meilleur, l'une des propositions suivantes est vraie : soit Dieu n'est pas suffisamment puissant pour créer un meilleur monde ; soit Dieu ne savait pas comment ce monde allait évoluer après sa création ; soit Dieu ne voulait pas créer le meilleur monde ; soit Dieu n'a pas créé le monde ; soit il n'y a pas d'autres mondes possibles. Or, tous les cas proposés sont contradictoires avec les prémisses relatives à l'existence de la toute-puissance de Dieu, et au fait que le monde aurait pu être autrement. En conséquence, par l'absurde, ce monde est le meilleur des mondes possibles, parce que Dieu n'a pas d'autre choix que de créer le meilleur des mondes. Selon les propriétés de Dieu présupposées et la contingence des mondes, il est impossible que le monde créé ne soit pas le meilleur.
Cette thèse des mondes possibles est une solution potentielle au problème du mal en ce qu'elle articule l'omniscience divine, qui sait que le monde actuel est le meilleur des mondes possibles, et la présence apparente du mal dans ce meilleur des mondes. La thèse résout le problème en supposant que pour l'intellect divin, toute souffrance trouve sa justification dans un plus grand bien, et que l'existence du mal dans le monde est, en vérité, un bien.
Selon le philosophe Nicholas Hadsell, la théodicée de Leibniz peut être rangée parmi les défenses de l'inexistence ultime du mal, si son raisonnement métaphysique est jugé convaincant, ou parmi les défenses de la faiblesse divine et de son indifférence, si ce même raisonnement est jugé peu convaincant.
Dans un autre registre, certaines doctrines théologiques chrétiennes comme l'Arminianisme ou le Molinisme tentent de justifier l'existence du mal moral comme un corrélat regrettable du libre-arbitre donné aux créatures, qui serait un bien supérieur pour Dieu. Si l'on postule que Dieu est incapable d'empêcher la possibilité du mal d'être actualisée dans les faits sans violer le libre-arbitre des créatures (contrairement à la conception habituelle d'une éducation réussie), le péché et la souffrance deviennent des parties nécessaires du plan de Dieu. Dans le cas spécifique du mal moral, ces défenses "par le libre arbitre" se rapprochent donc des théodicées qui tentent de justifier l'existence du mal comme le corrélat nécessaire d'un plus grand bien du point de vue de Dieu.

#### Ouvrages classiques
- Gottfried Wilhelm Leibniz, Essais de Théodicée, Amsterdam, 1710
- David Hume, Enquête sur l'entendement humain, Édimbourg, 1748
- David Hume, Dialogues sur la religion naturelle, Londres, 1779

#### Ouvrages contemporains
- (en) Peter van Inwagen, The Problem of Evil, Oxford, Oxford University Press, 2006, 198 p. (ISBN 978-0-19-924560-4, LCCN 2006006153)
- (en) Mark Larrimore, The Problem of Evil: A Reader, Wiley-Blackwell, 2000, 430 p. (ISBN 978-0-631-22014-5)
- (en) Justin P. McBrayer, The Blackwell companion to the problem of evil, Malden (USA), Wiley Blackwell, 2013, 512 p. (ISBN 9780470671849)